# Mitsubishi Heavy Industries Football Club 1982
Questa voce raccoglie le informazioni riguardanti il Mitsubishi Heavy Industries nelle competizioni ufficiali della stagione 1982.

## Stagione
Nella stagione 1982 il Mitsubishi Heavy Industries non riuscì ad avere accesso alle fasi avanzate delle coppe, ma si inserì con successo nella lotta al titolo nazionale, vincendolo dopo quattro anni e dopo aver prevalso su un numeroso gruppo di candidate.

## Maglie e sponsor
Le divise, prodotte dalla Puma, sono costituite da maglia rossa con bordi bianchi e blu scuro, calzoncini bianchi e calzettoni rossi.
| Manica sinistra · Manica sinistra · Maglietta · Maglietta · Manica destra · Manica destra · Pantaloncini · Calzettoni |

## Organigramma societario
Area direttiva
- Presidente: Yoshisada Okano

Area tecnica
- Allenatore: Kuniya Daini
- Vice allenatore: Hiroshi Ochiai

## Rosa
| N. |                     | Ruolo | Calciatore        |
| -- | ------------------- | ----- | ----------------- |
| 1  | Giappone (bandiera) | P     | Mitsuhisa Taguchi |
| 3  | Giappone (bandiera) | D     | Kazuo Saitō       |
| 5  | Giappone (bandiera) | D     | Hiroshi Ochiai    |
| 6  | Giappone (bandiera) | D     | Hisao Suzuki      |
| 9  | Giappone (bandiera) | A     | Kazuo Ozaki       |
| 10 | Giappone (bandiera) | A     | Hisao Sekiguchi   |
| 13 | Giappone (bandiera) | C     | Shūzō Nakamura    |
| 14 | Giappone (bandiera) | A     | Hiromi Hara       |
| 21 | Giappone (bandiera) | C     | Atsushi Natori    |
| 22 | Giappone (bandiera) | P     | Satoshi Yamaguchi |
|    | Giappone (bandiera) | D     | Akira Hashimoto   |

| N. |                     | Ruolo | Calciatore          |
| -- | ------------------- | ----- | ------------------- |
|    | Giappone (bandiera) | D     | Satoshi Kitasato    |
|    | Giappone (bandiera) | D     | Kunihiko Suzuki     |
|    | Giappone (bandiera) | D     | Yoichi Tachibana    |
|    | Giappone (bandiera) | D     | Miichiro Umeda      |
|    | Giappone (bandiera) | C     | Mitsunori Fujiguchi |
|    | Giappone (bandiera) | C     | Mitsuo Katō         |
|    | Giappone (bandiera) | C     | Masatoshi Matsunaga |
|    | Giappone (bandiera) | C     | Hiroshi Muramatsu   |
|    | Giappone (bandiera) | C     | Hiroyuki Tsujiya    |
|    | Giappone (bandiera) | A     | Koichi Kawazoe      |
|    | Giappone (bandiera) | A     | Hiroshi Nagatomi    |

## Statistiche

### Statistiche di squadra
| Competizione          | Punti | Totale | Totale | Totale | Totale | Totale | Totale | DR  |
| Competizione          | Punti | G      | V      | N      | P      | Gf     | Gs     | DR  |
| --------------------- | ----- | ------ | ------ | ------ | ------ | ------ | ------ | --- |
| JSL Division 1        | 23    | 18     | 10     | 3      | 5      | 27     | 16     | +11 |
| JSL Cup               | -     | 2      | 1      | 0      | 1      | 7      | 5      | +2  |
| Coppa dell'Imperatore | -     | 2      | 1      | 0      | 1      | 2      | 1      | +1  |
| Totale                |       | 22     | 12     | 3      | 7      | 36     | 22     | +14 |

### Statistiche dei giocatori
| Giocatore    | JSL Division 1 | JSL Division 1 |
| Giocatore    | Presenze       | Reti           |
| ------------ | -------------- | -------------- |
| M. Fujiguchi | 0              | 0              |
| A. Hashimoto | ?              | ?              |
| H. Hara      | 18             | 7              |
| M. Kato      | 5              | 0              |
| K. Kawazoe   | 13             | ?              |
| S. Kitasato  | ?              | ?              |
| H. Muramatsu | ?              | ?              |
| H. Nagatomi  | ?              | ?              |
| A. Natori    | 14             | 1              |
| H. Ochiai    | 5              | 0              |
| K. Ozaki     | 18             | 8              |
| K. Saito     | 18             | 0              |
| H. Sekiguchi | 12             | 2              |
| H. Suzuki    | ?              | ?              |
| K. Suzuki    | ?              | 0              |
| Y. Tachibana | 0              | 0              |
| M. Taguchi   | 18             | -16            |
| H. Tsujiya   | ?              | ?              |
| M. Umeda     | ?              | ?              |
| S. Yamaguchi | 0              | -0             |